# Daphniphyllum buchananiifolium
Daphniphyllum buchananiifolium là một loài thực vật có hoa trong họ Daphniphyllaceae. Loài này được Hallier f. miêu tả khoa học đầu tiên năm 1918.